# Schützenscheibenmuseum Scheibbs

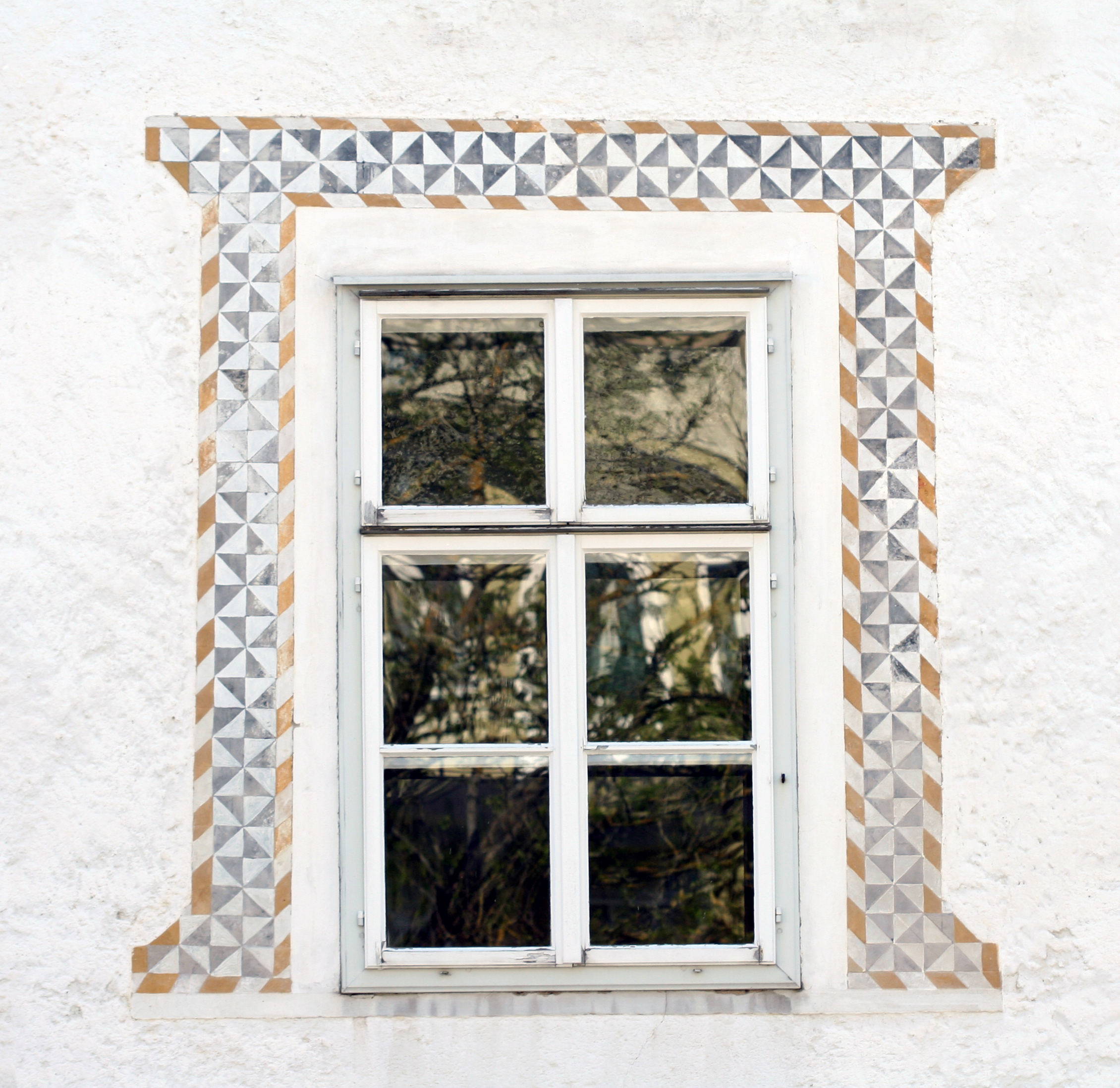
Sgraffito am Schützenscheibenmuseum Scheibbs

Das Schützenscheibenmuseum Scheibbs ist mit rund 250 historischen Exponaten das größte seiner Art und beherbergt Schützenscheiben aus der Zeit von 1670 bis 1941 aus Scheibbs. Es wurde 1991 im niederösterreichischen Scheibbs gegründet und vermittelt einen Überblick über die Geschichte des mitteleuropäischen Schützenwesens, insbesondere als Ergänzung zum jagdlichen oder (para-)militärischen Schießen. Ausgestellt sind in erster Linie bemalte Scheiben der Schützengilde Scheibbs, die von 1670 bis in die Gegenwart reichen. Betrieben wird das Museum von der Schützengilde Scheibbs gemeinsam mit der Stadtgemeinde Scheibbs.

## Tradition der Schützengmein
Scheibbs hat eine bedeutende Tradition als Schützengilde. 1568 erwarb die Stadt von den Gaminger Kartäusern den Schießstattgrund vor dem Wiener Tor, jenem Platz, an dem sich heute die Kapuzinerkirche befindet. Seit 1563 besteht die sogenannte Schützengmein, ihr Obmann heißt Meister. Eine Besonderheit ist die Figur des Narren (genannt Zieler oder Pritschenmeister), der für Ordnung und Sicherheit auf der Schießstätte verantwortlich zeichnet. Dieser Verein war zünftig organisiert und hielt das Brauchtum hoch, wollte aber keine militärischen Zwecke verfolgen. Während zum Beispiel die Tiroler Schützen paramilitärische Vereinigungen waren, entwickelte sich das Schützenwesen in Scheibbs als zünftige Tradition aus dem Kranzlschießen, und dieser Kranz wurde schließlich zur Scheibe.
In seinen Ursprüngen geht das Schützenwesen noch viel weiter zurück. In seiner sehr frühen Zeit entstand es aus einem religiös-mystischen Kult, dem sogenannten Vogelschuss, einem religiösen Ritual, das in der Gemeinschaft Glück und Gesundheit bewirken sollte. Dabei wurde mit Pfeil und Bogen auf einen lebenden, später auf einen hölzernen Vogel geschossen, der auf einer hohen Stange befestigt war. Wer den letzten Teil herunterschoss, hatte also den Vogel abgeschossen und war der Sieger. Mit dem Aufkommen des Feuergewehrs wurde auf Holzscheiben gezielt, worauf zum Großteil noch immer der Vogel abgebildet war.
Der Obrigkeit waren solche Schützenvereine erst zu einer Zeit willkommen, als man hoffte, sie für die Verteidigung ihrer Stadt einsetzen zu können, obwohl dies in der Praxis nie möglich war. Der Grund besteht darin, dass bereits im 16. Jahrhundert die Waffen von Soldaten, Jägern und Schützen derart unterschiedlich waren, dass sie untereinander nicht getauscht werden konnten. Bei den Türkenangriffen 1529 und 1532 bewiesen die Scheibbser Bürger jedoch ihre Fertigkeit im Waffengebrauch, die Stadt Scheibbs wurde nie eingenommen. Es war damals unbedingte Pflicht jedes Bürgers, sich in der Ortsverteidigung mit der Büchse auszubilden.
In der Zeit Napoleons kam das Schützenwesen zum Erliegen, es ging in eine vereinsmäßige Organisation über.

## Sammlung
Die Scheibbser Schützenscheiben sind seit dem Ende des 17. Jahrhunderts erhalten, die Sammlung umfasst 243 Scheiben. Die Scheiben wurden ursprünglich von den Hofmalern der Gaminger Kartäuser bemalt, deshalb die künstlerische Ausstattung und oft mit, auch lateinischen, Aufschriften. Sie wurden allesamt in Temperatechnik gemalt. Als Themen wurden aktuelle politische und lokale Ereignisse gewählt, aber auch häusliche Szenen, private Feiern und Gedenkmotive. Etwa 100 Scheiben zeigen das Wappen der Kartause Gaming und ein Thema rund um die Mönche.

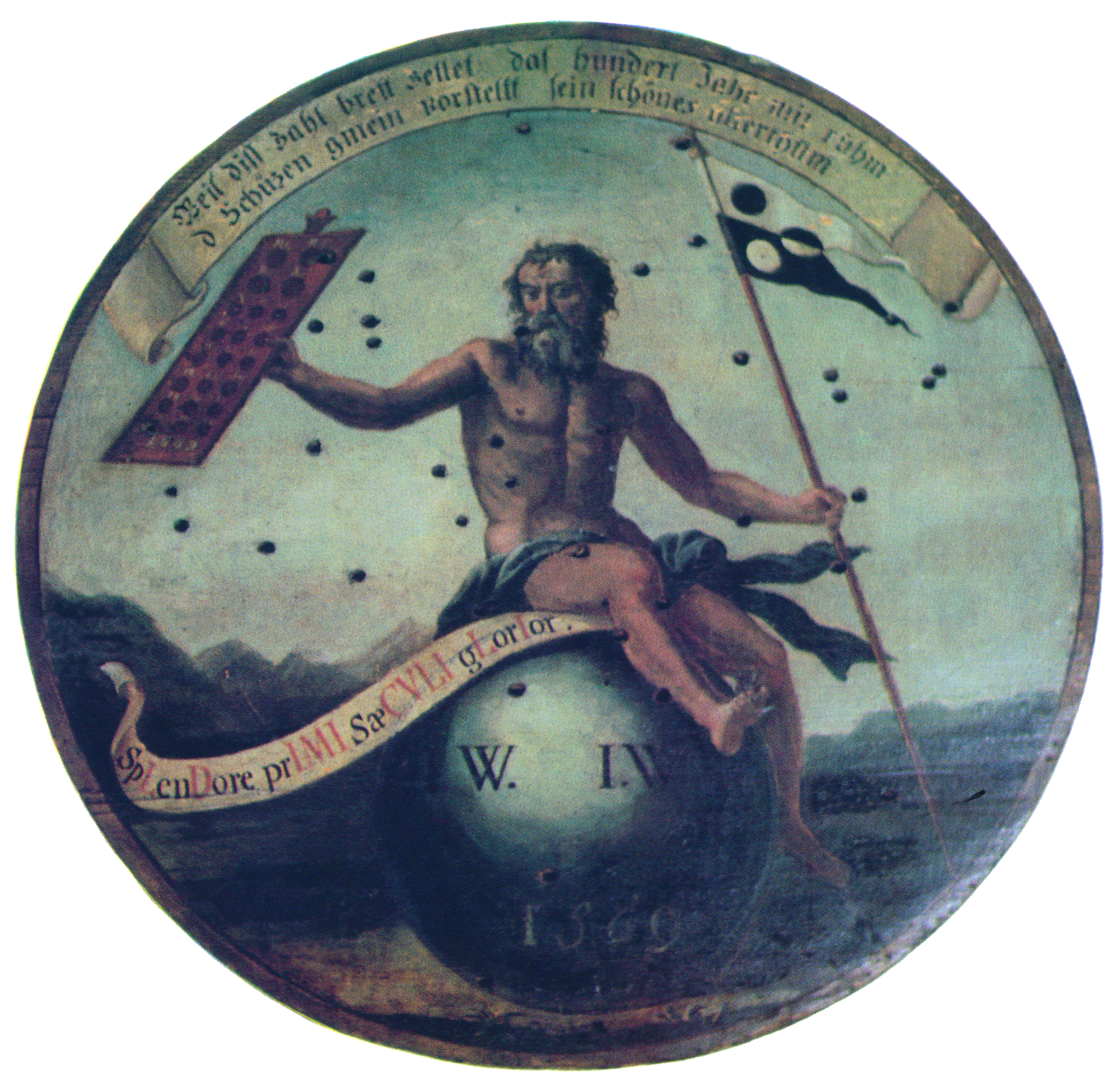
Schützenscheibe von 1769
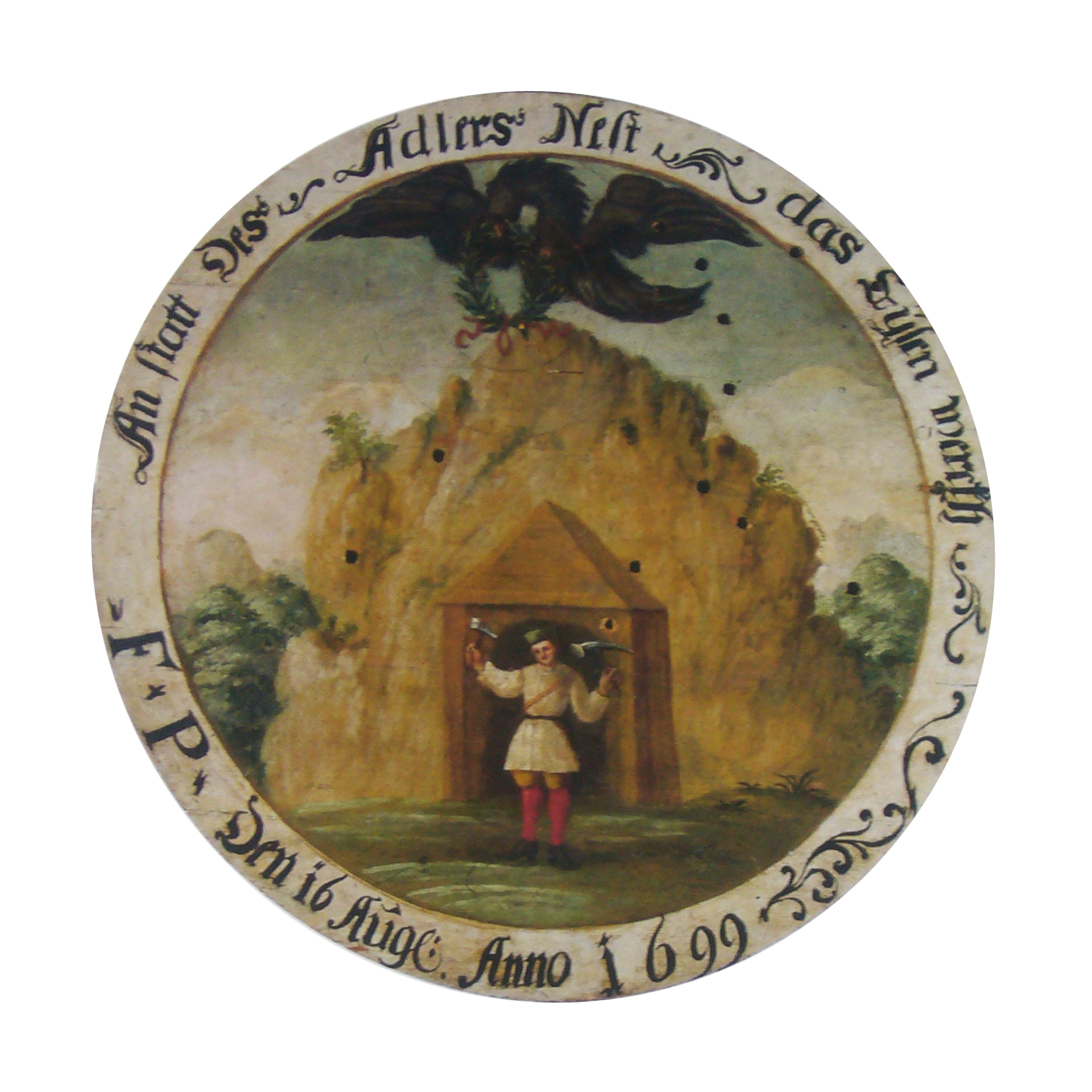
Schützenscheibe von 1699, Bergknappe in maximilianischer Tracht vor Stolleneingang
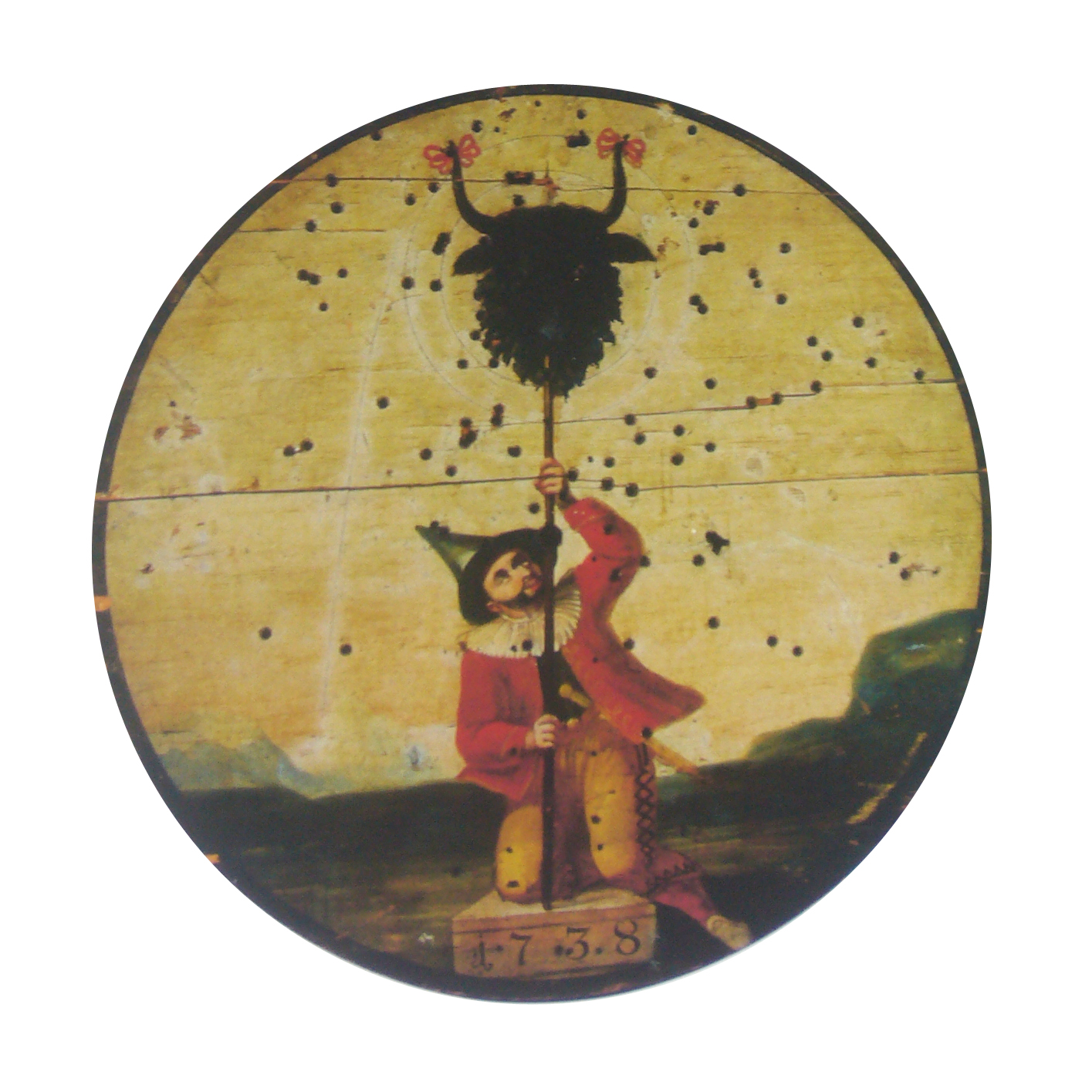
Schützenscheibe von 1738, Zieler in Narrengewand mit Hauptpreis (Spieß mit Ochsenkopf)
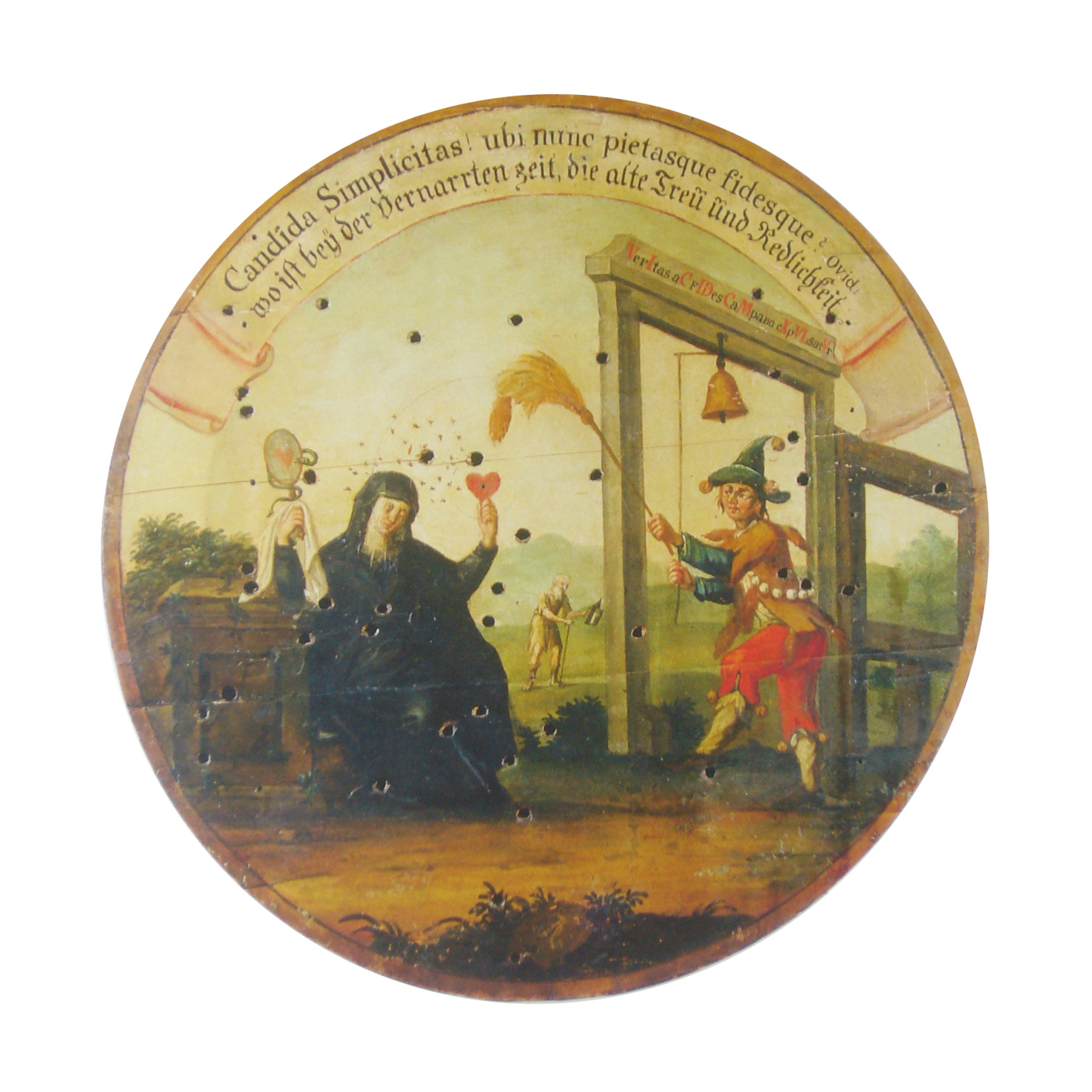
Spottscheibe auf Kaiser Joseph II. und die unter ihm herrschenden Zustände
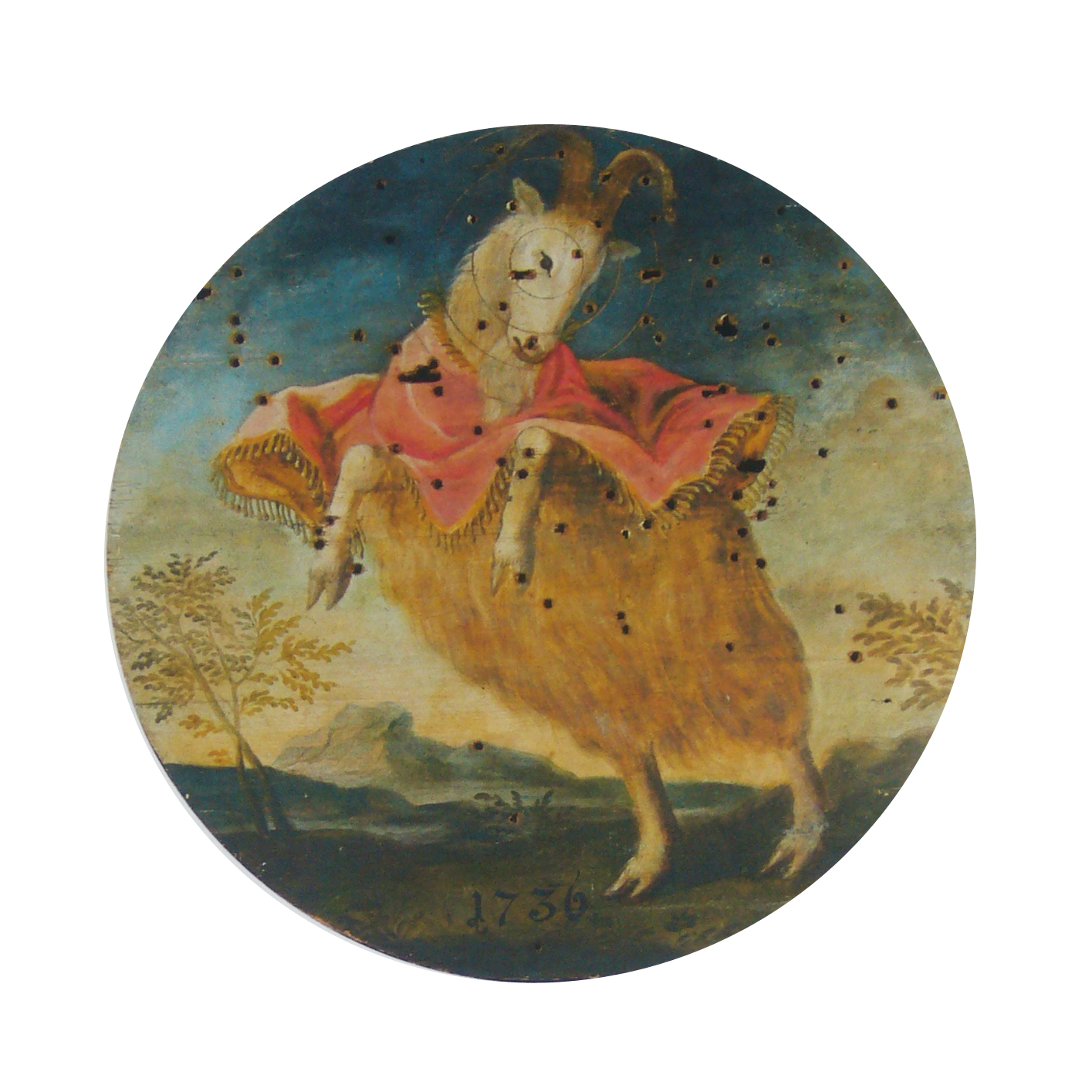
Schützenscheibe von 1736, Bock in Festgewand, symbolisiert den Preisgewinn
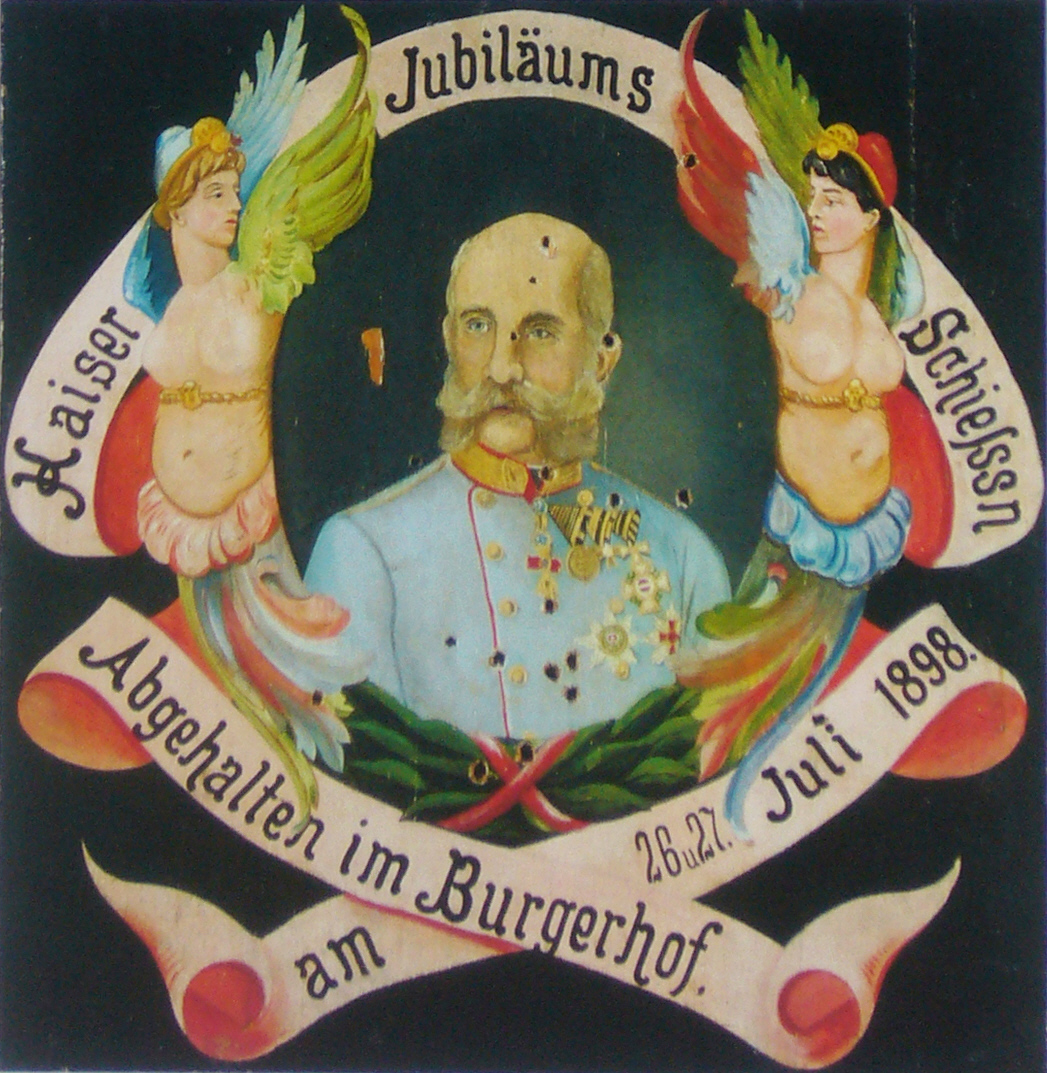
Schützenscheibe von 1898, zur Huldigung Kaiser Franz Josephs I. zu seinem Thronjubiläum
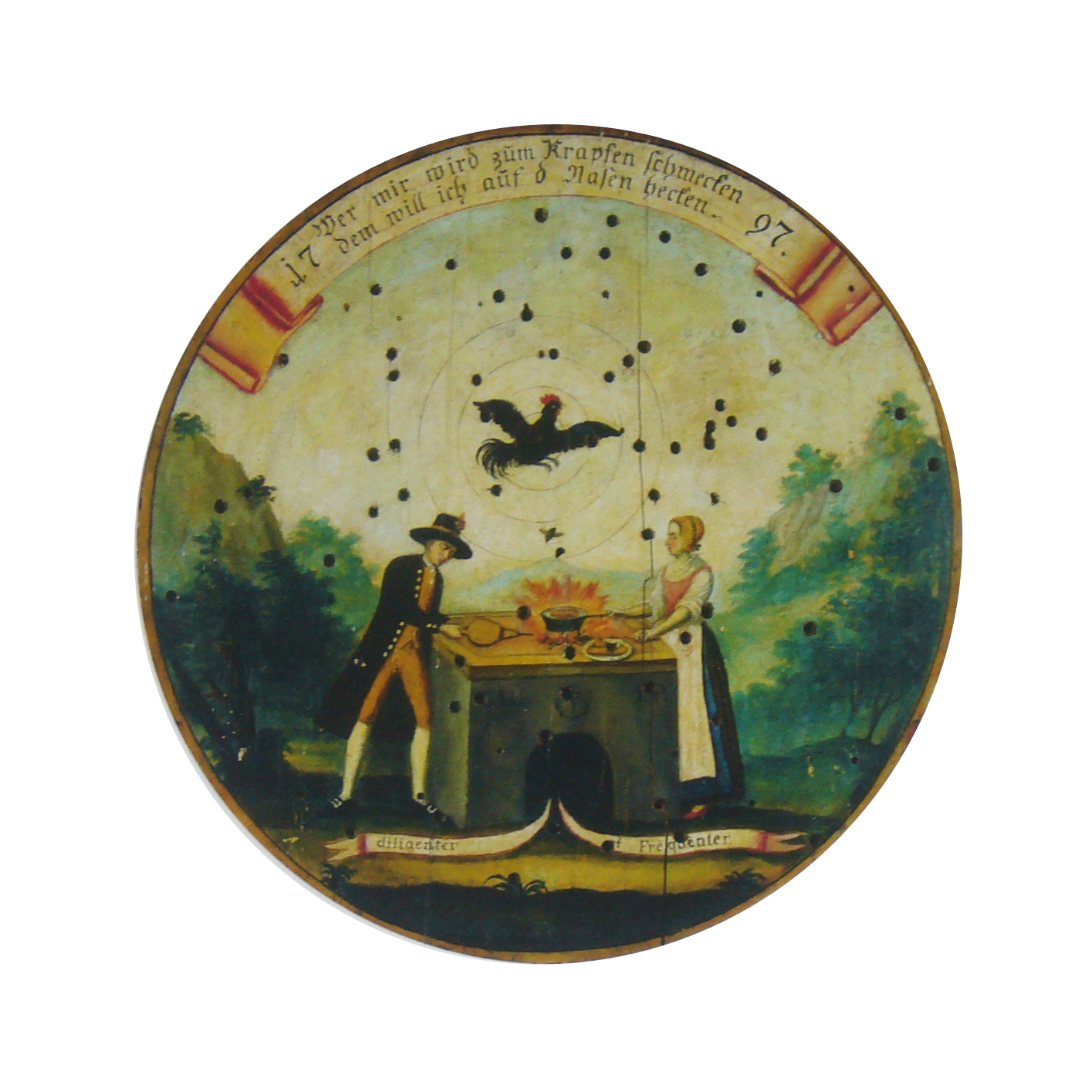
Schützenscheibe von 1797, die guten Eigenschaften der Hausfrau
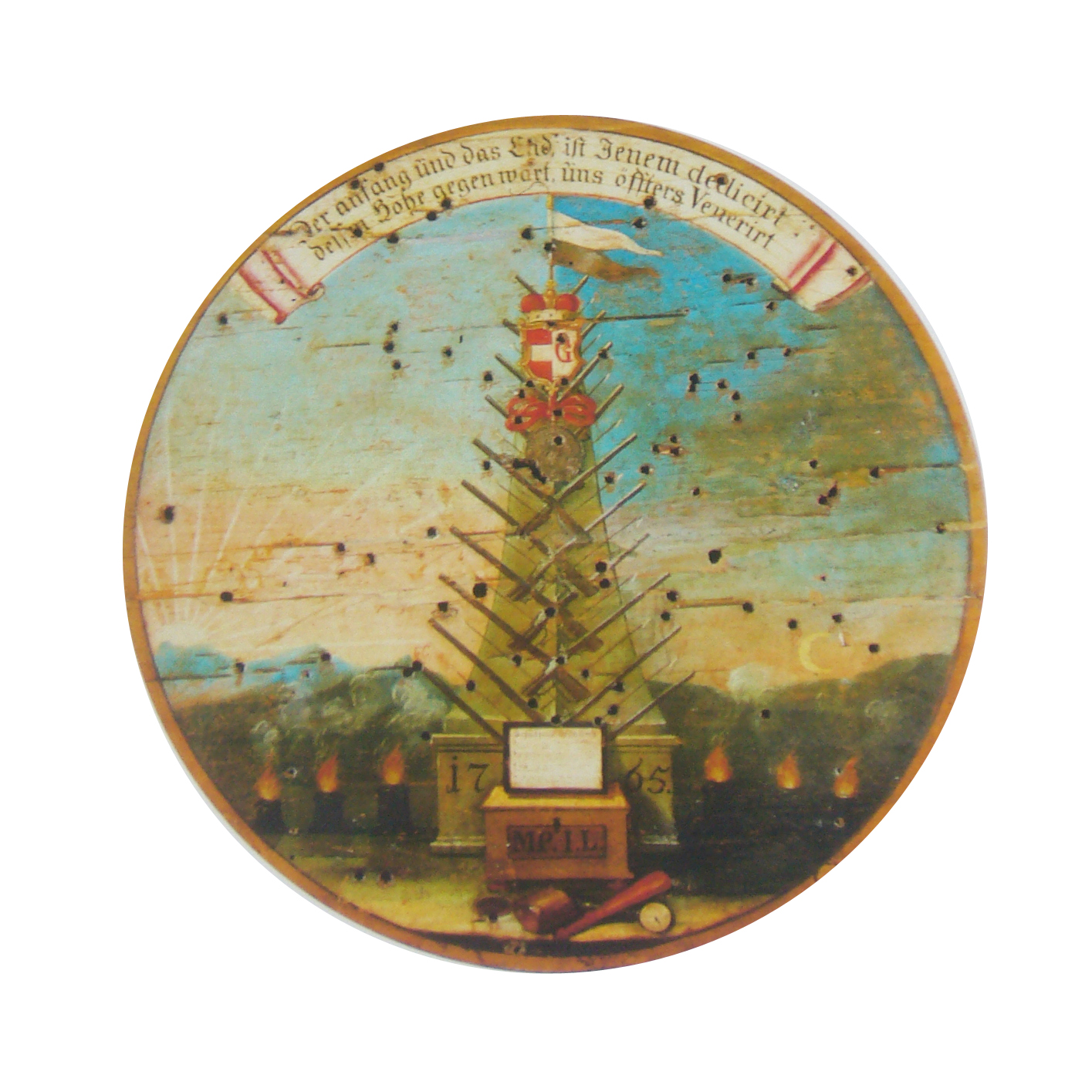
Schützenscheibe von 1765, Huldigungsscheibe, die alle Elemente der Schützen zeigt